# کلت ایکس‌آر-۸
کلت ایکس‌آر-۸(به انگلیسی: Kellett XR-8) (که بعداً با نام XH-8 دوباره طراحی شد) هلیکوپتری بود که در طول جنگ جهانی دوم در ایالات متحده ساخته شد. این هلی‌کوپتر دو سرنشینه برای امکان سنجی یک سیستم دو روتوره طراحی شده بود، و در حالی که این کار را انجام می داد، تعدادی از مشکلات را نیز نشان داد که مانع از توسعه بیشتر این طراحی خاص شد.

## انواع
- XR-8 - نسخه اولیه (۱ فروند ساخته شد)
- XR-8A - نسخه با سیستم روتور دو پره (۱ فروند ساخته شد)
- XR-8B - نسخه با سیستم روتور صلب (ساخته نشد)

## مشخصات (XR-8)
داده‌ها از Jane's all the World's Aircraft 1947
ویژگی‌های عمومی
- خدمه: 1
- ظرفیت: 1 pax
- طول: ۲۲ فوت ۷ اینچ (۶٫۸۸ متر) بدنه
- ارتفاع: ۱۱ فوت ۰ اینچ (۳٫۳۵ متر)
- وزن خالی: ۲٬۳۲۰ پوند (۱٬۰۵۲ کیلوگرم)
- وزن ناخالص: ۲٬۹۷۵ پوند (۱٬۳۴۹ کیلوگرم)
- ظرفیت سوخت: ۳۴ گالون آمریکایی (۲۸ گالون بریتانیایی؛ ۱۳۰ لیتر) عادی; ۸۱ گالون آمریکایی (۶۷ گالون بریتانیایی؛ ۳۱۰ لیتر) حداکثر
- پیشرانه: ۱ عدد ۶ سیلندر موتور پیستونی هوا خنک مخالف افقی Franklin O-405-9, ۲۴۵ اسب بخار (۱۸۳ کیلووات)
- قطر روتور اصلی: ۲ عدد ۳۶ فوت ۰ اینچ (۱۰٫۹۷ متر)
- مساحت روتور اصلی: ۱٬۰۱۷٫۵ فوت مربع (۹۴٫۵۳ متر مربع) هر روتور

عملکرد
- حداکثر سرعت: ۱۰۰ مایل بر ساعت (۱۶۰ کیلومتر بر ساعت، ۸۷ گره)
- حداکثر ارتفاع: ۱۰٬۰۰۰ فوت (۳٬۰۰۰ متر) *سقف پرواز عمودی: ۳٬۰۰۰ فوت (۹۱۰ متر)
- بارگیری دیسک: ۳۵٫۲ پوند بر فوت مربع (۱۷۲ کیلوگرم بر متر مربع)
- توان به وزن|توان/جرم: 12.14 lb/hp (7.375 kg/kW)

## همچنین ببینید
- سیکورسکی آر-۴
- ووت-سیکورسکی وی‌اس-۳۰۰

## کتابشناسی - فهرست کتب
- Allen, Francis (May–June 2004). "Ambitious 'Eggbeater': Kellet's XR-8 — Far Ahead of its Time". ایر انتوزیاست. No. 111. pp. 26–30. ISSN 0143-5450.{{cite magazine}}:  نگهداری یادکرد:فرمت پارامتر تاریخ (link)
- Lambermont, Paul Marcel (1958). Helicopters and Autogyros of the World.
- Simpson, R. W. (1998). Airlife's Helicopters and Rotorcraft. Ramsbury: Airlife Publishing. pp. 225.
- Taylor, Michael J. H. (1989). Jane's Encyclopedia of Aviation. London: Studio Editions. p. 558.